# Верхняя Добринка (Камышинский район)
Верхняя Добринка — село Камышинского района Волгоградской области, административный центр Верхнедобринского сельского поселения. Основано как немецкая колония Драйшпиц (нем. Dreispitz) в 1766 году.
Население — 1261 чел. (2010)

## Название
Немецкое название — Дрейшпиц, Драйшпиц (нем. Dreispitz). Названа по фамилии первого старосты (форштегера). Официальное название Верхняя Добринка присвоено согласно указу от 26 февраля 1768 о наименованиях немецких колоний. Также была известна под названием Отто, нем. Otto).

## История
Основано 16 сентября 1766 года. Первые 32 семьи (283 колониста) прибыли из Саксонии, Шведской Померании, Вюртемберга и Дурлаха. . В 1774 г. колония подверглась нападению отрядов Е. Пугачева. До 1917 года входила в состав Усть-Кулалинского колонистского округа, после 1871 года Усть-Кулалинской волости, Камышинского уезда, Саратовской губернии.
Село относилось к лютеранскому приходу Галка. Церковь построена в 1843 год. Часть жителей составляли баптисты
С момента основания действовала церковно-приходская школа. В 1871 году открыта первая в Камышинском округе земская школа.
В 1857 году земельный фонд составлял 3820 десятин, в 1910 году — 8538 десятин. Во второй половине XIX века система полевого хозяйства трехпольная. С 1870-х годов стали сеять подсолнухи. Также жители занимались садоводством и бахчеводством, из промыслов — производством молотильных камней и столярным и плотницким делом.
В 1862-1885 гг. часть жителей переселилась в Новоузенский уезд Самарской губернии, в Америку выехало 63 ревизских души. Осенью 1886 года в Америку уехали 15 человек. В Америку стали эмигрировать с 1874 года (когда введена новая рекрутская повинность, которой колонисты до этого года не подвергались), по большей части — в Канзас.
В 1919 году сожжено в ходе Гражданской войны
После установления советской власти немецкое село сначала Нижне-Иловлинского района Голо-Карамышского уезда Трудовой коммуны (Области) немцев Поволжья, с 1922 года — Каменского, а с 1935 года — Добринского кантона Республики немцев Поволжья; административный центр Дрейшпицкого сельского совета (в 1926 году в сельсовет входили: село Дрейшпиц, выселок Клинг, усадьба за селом Дрейшпиц).
По данным Всероссийской переписи населения 1920 г., в селе проживало 2053 человека, все они были немцами. По переписи населения 1926 г. село насчитывало 1692, из них – 1677 немцев.В голод 1921 года родилось 59 человек, умерло – 147. В 1926 году действуют начальная школа, кооперативная лавка, сельскохозяйственное товарищество. В годы коллективизации организован колхоз "Штерн дер Бергзайте". В 1932 года создана МТС.

В сентябре 1941 года немецкое население села было депортировано в Тюменскую область. Только в 1956 г. смогли вернуться несколько немецких семей.
По своим размерам и числу жителей современная Верхняя Добринка в три раза уступает дореволюционному селу.

## Физико-географическая характеристика
Село находится в лесостепи, в пределах Приволжской возвышенности, являющейся частью Восточно-Европейской равнины, на берегах реки Добринка. Высота центра населённого пункта - 48 метров над уровнем моря. В окрестностях населённого пункта распространены каштановые почвы. Почвообразующие породы - глины и суглинки.
По автомобильным дорогам расстояние до районного центра города Камышин - 41 км, до областного центра города Волгоград - 230 км, до города Саратов - 170 км. 
Климат
Климат умеренный континентальный (согласно классификации климатов Кёппена - Dfa). Многолетняя норма осадков - 385 мм. Наибольшее количество осадков выпадает в июле - 45 мм, наименьшее в марте - 21 мм. Среднегодовая температура положительная и составляет + 7,1 С, средняя температура самого холодного месяца января -9,6 С, самого жаркого месяца июля +23,1 С.
Часовой пояс
Верхняя Добринка, как и вся Волгоградская область, находится в часовой зоне МСК (московское время). Смещение применяемого времени относительно UTC составляет +3:00.

## Население
Динамика численности населения по годам:
| 1767 | 1773 | 1788 | 1798 | 1816 | 1834 | 1850 | 1859 | 1886 | 1897 | 1905 | 1911 | 1920 | 1922 | 1926 | 1931 | 2002 |
| ---- | ---- | ---- | ---- | ---- | ---- | ---- | ---- | ---- | ---- | ---- | ---- | ---- | ---- | ---- | ---- | ---- |
| 107  | 151  | 222  | 262  | 449  | 877  | 1369 | 1677 | 1929 | 1727 | 3312 | 3677 | 2053 | 1637 | 1692 | 1908 | 1316 |

| 2010 |
| ---- |
| 1261 |